# 王文雄
王文雄（1749年—1800年），字叔師，賜號法佛禮巴圖魯，貴州玉屏人，清朝軍事將領。

## 生平
王文雄行伍出身，乾隆三十二年（1767年）隨軍出征緬甸，後又參與平定大小金川，因屢立戰功，歷升貴州清江協外委、貴州上江協把總、貴州撫標右營千總、貴州朗洞營守備、湖北施南協中軍都司、山東兗州鎮標中軍遊擊。乾隆五十三年（1788年），升任山東臺莊營參將。乾隆五十七年（1792年），升任直隸通州協副將。英國馬戛爾尼使團訪華，随天津道喬人傑等一起，在天津迎接，并全程陪同，直至使團離開廣東。
嘉慶元年（1796年），王文雄率部擊敗張漢朝統領的白蓮教起事民軍，仁宗賜號“法佛禮巴圖魯”，擢其為河南南陽鎮總兵。嘉慶三年（1798年），王文雄又率軍在陝西大敗萬餘民軍並殺死首領王士奇，遂升陝西固原提督。嘉慶五年（1800年），在與民軍高天德、馬學禮、馬應祥部的作戰中，戰死沙場。死後追封三等子爵，祀昭忠祠，諡壯節。

## 後代
其子王開雲襲爵，後官至山東鹽運使。

## 延伸阅读
[在维基数据编辑]
 《清史稿/卷349》，出自趙爾巽《清史稿》

## 外部連結
- 王文雄 （页面存档备份，存于） 中研院史語所